# Eurois ingeniculata
Eurois ingeniculata är en fjärilsart som beskrevs av Smith 1890. Eurois ingeniculata ingår i släktet Eurois och familjen nattflyn. Inga underarter finns listade i Catalogue of Life.